# Musica della Repubblica Ceca
La musica della Repubblica Ceca comprende le tradizioni musicali delle terre ceche: Boemia, Moravia, Slesia Ceca. Inoltre costituisce anche una parte sostanziale della cultura musicale della Cecoslovacchia.
La musica in questa zona ha le sue radici nella musica sacra di più di mille anni fa. La canzone più antica registrata è l'inno Hospodine, pomiluj ny (Signore, abbi pietà di noi), risalente all'inizio dell'XI secolo.

## Musica tradizionale
Nella musica tradizionale boema è inclusa quella di Chodsko, caratteristica per le cornamuse. La musica tradizionale della Moravia è nota per il cimbalom, che viene suonato in ensemble che includono anche contrabbasso, clarinetto e violini. La musica tradizionale della Moravia mostra influenze regionali, soprattutto in Valacchia di eredità rumena e ucraina, e ha stretti rapporti culturali con la Slovacchia e la Lachia (la zona di confine della Moravia settentrionale e la Slesia ceca) con i suoi aspetti polacchi. Una famosa danza della regione è la polka boema.

## Musica boema
Le prime testimonianze della musica di questa regione sono documentate nei manoscritti della biblioteca del monastero cistercense di Vyšší Brod (fondato nel 1259). Uno dei più importanti è il manoscritto n. 42, del 1410: contiene l'inno Jezu Kriste, ščedrý kněže ("Gesù Cristo, generoso principe"), che la gente cantava durante la predicazione di John Huss.
Con lo sviluppo delle città nel XV secolo, la musica iniziò a svolgere un ruolo importante in due centri boemi: Prachatice e Sušice. Nella seconda metà del XVI secolo, durante il Rinascimento, ci fu un notevole sviluppo di attività musicali a Prachatice, un periodo notevole di literátská bratrstva ("confraternite di letterati"). Il loro obiettivo principale era il canto della comunità eseguito durante i servizi cerimoniali. La confraternita istituì il suo libro commemorativo nel 1575, che descriveva le sue attività fino al 1949, quando la confraternita si estinse. La controriforma asburgica in Boemia dopo il 1620 influenzò anche la musica nella regione: i sacerdoti cattolici eseguivano corali gregoriani, mentre il popolo cantava canti spirituali spesso basati sulla tradizione protestante. Ciò si è concluso con una nuova edizione cattolica di libri di inni come Capella regia musicalis. Nel corso del XVII secolo un importante esponente della musica barocca fu Adam Václav Michna z Otradovic.
Václav z Prachatic (Václav di Prachatice) si è occupato di teoria della musica all'Università Carolina di Praga. Il suo manoscritto Musica magistrii Johannis de Muris accurtata de musica Boethii è un'opera collettiva sulla teoria della musica ispirata al pensiero di Johan de Muris, che ha lavorato a Parigi, e si trova nella biblioteca dell'università.
Il periodo del classicismo ceco è caratterizzato da František Xaver Brixi, Johann Baptist Wanhal e Augustin Šenkýř. Tra i compositori del XVIII e XIX secolo ci sono Vincenc Mašek, Jan Jakub Ryba, Jan August Vitásek. Nel XIX secolo anche le produzioni tedesche e austriache hanno avuto il loro posto. Il fondatore della musica nazionale ceca Bedřich Smetana è stato ispirato dalla foresta boema durante la creazione del suo poema sinfonico Má vlast. Anche Antonín Dvořák si è ispirato alla Foresta Boema nel suo brano Klid pro violoncello a orchestr.
La musica tradizionale della Boemia e della Moravia ha influenzato il lavoro di compositori come Leoš Janáček, Antonín Dvořák, Bedřich Smetana e Bohuslav Martinů. I primi compositori noti della regione sono Adam Michna, Heinrich Biber, Jan Dismas Zelenka, Johann Wenzel Stamitz e Johann Ladislaus Dussek.